# Narimène Elhaouari
Narimène Elhaouari, née le 15 mai 1993, est une escrimeuse algérienne.

## Carrière
Narimène Elhaouari remporte aux Championnats d'Afrique d'escrime 2011 et aux Championnats d'Afrique d'escrime 2012 la médaille de bronze en fleuret par équipes. Elle est médaillée d'argent en fleuret par équipes aux Championnats d'Afrique d'escrime 2014, aux Jeux africains de 2015, aux Championnats d'Afrique d'escrime 2015 et aux Championnats d'Afrique d'escrime 2016.